# サラ・ジェニングス
サラ・ジェニングス（Sarah Jennings（Jenyns）, 1660年6月5日 - 1744年10月18日）は、近世イギリスの女性。初代マールバラ公ジョン・チャーチルの妻でサラ・チャーチル（Sarah Churchill）とも呼ばれる。アン女王の女官として、夫の出世に貢献した女性として知られる。アン女王の晩年には寵愛を失うが、ハノーヴァー王家のジョージ2世と王妃キャロライン、首相ロバート・ウォルポールと親交を結んだ。マールバラ公家の莫大な資産をトラスト法によって継承し、当時ヨーロッパ有数の資産家でもあった。

## 生涯

### 幼年時代
1660年、ハートフォードシャーでジェントリのリチャード・ジェニングスの次女として生まれた。父がヨーク公ジェームズ（後のジェームズ2世）に厚遇されていたことから、1664年に姉フランセスがヨーク公夫人アン・ハイドの女官に取り立てられた。フランセスはカトリックの貴族と結婚したことから女官職を後に辞したが、ジェームズはジェニングス家を忘れず、1673年にサラを2度目の公爵夫人メアリー・オブ・モデナの女官として出仕させた。1675年頃からサラはヨーク公の次女アンと親しくなり、2人は強い絆で結ばれた親友同士となった。

### 結婚
17歳となった1676年頃、サラは未来の夫となるヨーク公配下の軍人ジョン・チャーチルと知り合った。サラはジョンに好意を覚え、ジョンもサラに一目惚れしたが、当時彼はヨーク公の兄のイングランド王チャールズ2世の愛妾バーバラ・パーマーの愛人となっていた。彼の手当は少なく、生家も裕福でなかったので、バーバラの相手をしてはこづかいをもらっていたのである。また、ジョンの父ウィンストンは、没落した家を再興するためにヨーク公の愛妾で資産家のキャサリン・シードリーと息子を結婚させようとしていた。
ところがサラの弟ラルフが若死にし、ジェニングス家の法定相続人がフランセスとサラの娘2人になってしまったことから、ジョンはキャサリン・シードリーを蹴ってサラを選んだ。彼らは秘密裡に1677年の冬に結婚した。サラはヨーク公夫人と少数の友人にしか結婚の事実を告げず、そのまま女官として出仕していた。やがて妊娠が明らかになってジョンとの結婚を公にし、宮廷を辞してから第1子ハリエットを生んだ（夭折）。
1678年に起こったカトリック陰謀事件への関係を疑われ、翌1679年にスコットランドへヨーク公とその家族が蟄居すると、チャーチル夫妻も同行して仕え、ジョンはチャールズ2世から『スコットランド貴族のアイマス男爵』に授爵された。カトリック陰謀事件のほとぼりが冷めた1682年にヨーク公一家はイングランドへ戻り、1683年に公女アンがデンマーク王子ジョージと結婚すると、サラはアンの寝室付き女官に任命された。

### ジェームズ2世時代
1685年、ヨーク公がジェームズ2世として即位すると、反カトリックの風潮が強いイングランドは不穏な空気で包まれた。ジェームズ2世はそれでも国教を変えようと試みたが反発が強まり、通称『不朽の七人』（シュルーズベリー伯チャールズ・タルボット、デヴォンシャー伯ウィリアム・キャヴェンディッシュ、ダンビー伯トマス・オズボーン、ラムリー男爵リチャード・ラムリー、ロンドン主教ヘンリー・コンプトン、エドワード・ラッセル、ヘンリー・シドニー）らは、ジェームズ2世のプロテスタントの長女メアリー（後のメアリー2世）と彼女の夫のオラニエ公ウィレム3世（後のウィリアム3世。ジェームズ2世の姉メアリー・ヘンリエッタ・ステュアートの息子）を招聘し、カトリックのジェームズ2世を退位させようと企んだ。
1688年、ウィレム3世がオランダ軍を率いてイングランドに上陸すると、ジェームズ2世はアンと不穏分子との接触を断つため、アンとサラの2人をアンの住居ホワイトホール宮殿に軟禁させたが、監視の目をかいくぐって、アンとサラはオラニエ公派のノーサンプトン伯ジョージ・コンプトン（ヘンリー・コンプトンの甥、後に首相となったスペンサー・コンプトンの兄）邸へ逃れた。チャーチルとジョージ王子はそれまで王党派であり、ジェームズ2世と共にオランダ軍を迎え撃つためのイングランド軍に加わっていたが、事件前にオラニエ公支持派に転じオランダ軍に寝返ったため、脱走計画は事前にチャーチルが中心に動いていた。
名誉革命が成功し孤立したジェームズ2世は亡命、ウィレム3世とメアリー夫妻は翌1689年にイングランド王ウィリアム3世・メアリー2世に即位した。アンも2人の後継者として注目されるようになり、チャーチルはマールバラ伯爵に叙爵、アンは自分を勇気づけて安全に避難させてくれたサラとジョン夫婦を更に厚遇するようになった。もしジェームズ2世がオランダ軍を打ち負かしていたら、チャーチル夫妻は捕らえられて反逆罪で処刑されていただろう。

### 雌伏の時代
しかし、メアリー2世とウィリアム3世の治下、サラの立場は難しいものとなった。マールバラ伯夫妻はジェームズ2世時代よりも厚遇されたと喜んだが、この時よりサラはアンの側近としてその影響力が知られるようになった。不快感を示したメアリー2世は妹にサラを解雇するよう迫ったが、アンは拒絶したため、姉妹関係は悪化するようになった。 
別の問題も浮上した。1689年、アンの支持者（マールバラ伯夫妻とサマセット公チャールズ・シーモアを含む）が王妹アンに終身年金として年額5万ポンド支払うよう議会に要求したのである。ウィリアム3世は王室歳費から同じ額を支払ってアンを従属させ続けようと画策したが、サラに吹き込まれたアンはこれを拒絶した。王室費からの慈善でなく、議決された歳費を要求したのである。ただちに議会は年金を議決し、アンはサラの努力に感謝した。
サラがアンの側近として名前を挙げることはすなわち、メアリー2世がマールバラ伯夫妻を疎んじることにつながった。1692年、メアリー2世からサラの追放を命じられたアンは拒絶したため宮廷から閉め出されるかっこうとなり、ウィリアム3世もマールバラ伯から官職を取り上げたため、アンは親しいマールバラ伯夫妻、サマセット公夫妻らとサイオン・ハウス（現在はノーサンバランド公家の所有する邸宅）で過ごす日々を送った。
1694年にメアリー2世が天然痘で急死すると、ウィリアム3世はアンの国民的人気を無視するわけにいかず、彼女をセント・ジェームズ宮殿に居住することを許した。彼はマールバラ伯を公務に復帰させたが、サラの影響力下にあるアンを政治の場に迎えず、自身が不在の際の摂政にも任命しなかった。王が国外へ旅行した際、次期王位継承予定者が摂政を務めるのが当然であった時代に異例のことだった。

### 絶頂期
1702年、ウィリアム3世が急死しアンが女王となった。サラは固辞したが、アンはただちにジョン・チャーチルをマールバラ公として授爵した。アンは、自分が存命の間の年金としてマールバラ公家に年額5千ポンドの年金を議決させ、さらに王室歳費から年額2千ポンドを支払うように命じた。サラは『ミストレス・オブ・ザ・ローブス』（Mistress of the Robes、衣服係女官の意味だが、王室の女官の最高位）とされ、ジョンは大将軍（Captain General）とガーター・ナイトに任命された。 
アン女王時代、ジョン・チャーチルはスペイン継承戦争で戦うことが多く、サラはイングランドにとどまった。女王の側近として強い影響力を保ったサラだが、宮廷に現れたのはまれであった。アン女王から1704年のブレンハイムの戦いの勝利の褒美として与えられた、ウッドストック荘園（オックスフォードシャー）にブレナム宮殿を建設中で、そこにいることを好んでいたためである。それでも、アンはサラに多くの手紙を送り、政務や雑務についてのサラの助言を仰いでいる。サラは、ビジネス・マネージャーとして女王を管理下においていた。

### 揺らぐ影響力
しかしアンは、親友に優しさと同情を期待していた。サラはこの点ではアンのそば近くにいたとはいえず、アンを支配していただけだった。サラが婿の第3代サンダーランド伯チャールズ・スペンサーを枢密院の一員にしようと女王に迫って拒絶されたことがあったが、サラは戦争で夫を支持したホイッグ党びいきで、ホイッグの方もサラを女王のお気に入りとして利用しようとしていた。しかし、トーリー党支持で急進的なホイッグ党を嫌っていたアンはサンダーランド伯を任命しなかった。サラは自分と親しいゴドルフィン伯シドニー・ゴドルフィン（女王と親しかった）を代わりに使ってサンダーランド伯任命を推したが、自身も女王に働きかけ続けた。
1705年、サンダーランド伯はオーストリアの首都ウィーンへの特使に任命されたが、同年のアンからゴドルフィン宛の手紙ではゴドルフィンを信頼していたが、サラをかつての親友として考えられなくなっていた内容を書き表している。翌1706年にサラはアンに働きかけてサンダーランド伯を国務大臣に起用させたが、アンからは疎まれる結果となり、ゴドルフィンとマールバラ公もアンの信頼を失っていった。

### 個人的関係の瓦解
サラの地位に対する開けっぴろげさと無関心さは、今や厚かましいものと見られていた。当時の多くの女性たちと違い、彼女は当代きっての国の実力者、マールバラ公ジョン・チャーチルとゴドルフィン伯シドニー・ゴドルフィンと非常に親しい関係にあった。ゴドルフィンはアンの王位継承後に高い地位を拒んでいるとみなされ、静かに暮らすことを好み、政治的にも威張っているサラから遠かった。サラは男ばかりの内政と外政の世界で唯一の女性として、常に助言を求められた。意見を表明することでずけずけと非難を浴びることもあったが、彼女は魅力があり快活で多くの人々に賞賛された。
アンとサラの友情が壊れていったのにはいくつかの理由があった。彼女は多くの書簡を交換していても、サラの返事がまれであるため彼女を非難し、サラが長く宮廷から離れているのにいらだっていた。また、政治的な立場の違いもあり、アンはトーリー党を好み、サラはホイッグ党びいきだった。アンはサラと考えが一致しないことがあるのに耐えられなかったが、サラは常に夫のマールバラ公のことを考え、アンがホイッグ党嫌いなのを承知でホイッグ党を支援するよう求めていた。
1703年、嫡男のブランドフォード侯ジョンが天然痘に感染し、危篤となる。戦地からマールバラ公が呼び戻され、夫妻は2月20日に一人息子の死を看取った。息子を失ったサラは心痛のあまり引きこもり、女王からの悔やみの手紙にも冷たく儀礼的に応じたが、サラはアンが肉親と死別した時に、女王が自分を閉め出させないようにした。
1708年にアンの夫ジョージが亡くなると、サラは招待されていないのにケンジントン宮殿に入り、アンに目通りして彼の遺体と対面した。サラは悲嘆に暮れる女王にケンジントン宮殿からセント・ジェームズ宮殿へ移るよう言ったが、女王はぶっきらぼうに断り、サラに従妹のアビゲイル・ヒルを呼ぶよう命じた。アビゲイルがアンに影響力を持っていることに気がついたサラは、アンの言いつけに背き、ジョージの死に嘆き悲しむアンをしかりつけた。アンはただちにセント・ジェームズ宮殿へ連れて行かれ、サラの鈍感さが女王の気持ちを著しく害し、友情に決定的な打撃を与えた。

### アビゲイルの台頭
アビゲイルはサラの叔母の長女で、生家が没落したことからサー・リヴァーズの召使いとして働いていた。サラは、自分の家の家事手伝いとして彼女を雇い入れ、後に紹介して宮廷に出仕させた。1704年、アビゲイルはアン女王の寝室付き女官となった。
だが、アビゲイルはトーリー党の指導者ロバート・ハーレー（後の初代オックスフォード＝モーティマー伯）の又従妹にあたり、サラとは正反対のトーリー党よりであった。しばしばサラが宮廷を留守にするうち彼女はアンの腹心となったが、アンに政治的に圧力をかけたことはなく、心の許せる友となった。1707年、サラには知らせずにアビゲイルがサミュエル・メイシャム（カンバーランド公ジョージの寝室付き係）と結婚式を挙げた際、アンは列席した。サラは結婚の事実を数ヶ月後に知らされたばかりか、アンが王室歳費からアビゲイルの持参金2千ポンドを出してやったことを知らないでいた。

### 終焉
アンは、要求ばかりしてくるサラよりも、そばに寄り添い喜怒哀楽を共にしてくれるアビゲイルを好むようになっていった。サラはアビゲイルを憎み苛立ち、アビゲイルをジョージ公死去の時にただ一人喪服を着なかったと責めたり、アンに同性愛傾向があると暴露したりしたが、女王との仲は既に修復不可能だった。1710年に女王と会ったのを最後に、サラは宮廷から姿を消した。同年にゴドルフィンが更迭され、総選挙でトーリー党が大勝してハーレーが大蔵卿に就任、ヘンリー・シンジョンと共に戦争の和平に取り組んだためマールバラ公の立場も危うくなった。
1711年1月、サラは衣服係女官の地位をサマセット公チャールズ・シーモアの夫人エリザベス・シーモアへ明け渡し、アビゲイルは王室歳費管理官となった。マールバラ公も12月に司令官を罷免され、翌1712年にマールバラ公夫妻はイングランドを離れ、ヨーロッパを旅行した。スペイン継承戦争でのマールバラ公の活躍で、ドイツやオーストリアの宮廷で夫妻は厚遇されたが、このままヨーロッパに滞在することをサラは望まず、健康が悪化しながらもイングランドへ戻った。

### 復帰
マールバラ公夫妻が帰郷したのは、アン女王が崩御した1714年8月1日の午後だった。ジャコバイトの推すカトリックのジェームズ王子を招聘する案は退けられ、生前のアン女王の遺言通り、ハノーファー選帝侯ゲオルク・ルートヴィヒが招聘され、ジョージ1世として即位した。ジョージ1世即位に尽力したのはホイッグ党で、信任を背景にハーレー・シンジョンらトーリー党の指導者達を弾劾、没落に追い込んで与党の座を確固とした。この事情からマールバラ公もイングランドへ帰国、ジョージ1世はマールバラ公夫妻と私的な関係を築いた。
ジョージ1世はかつてスペイン継承戦争でマールバラ公と共に戦ったことがあったため、ヨーロッパ旅行中に夫妻はハノーファーの宮廷に招かれていた。帰国後もジョージ1世の好意でマールバラ公はイギリス軍の大将軍に返り咲き名誉回復を果たした。一方のサラは帰国後に孫達の結婚に尽力、年長の孫娘ヘンリエッタ・ゴドルフィンを縁づけようと奔走し、1717年にトマス・ペラム＝ホールズ（後の初代ニューカッスル公）と結婚させた。残りの孫達も有力貴族らと婚姻を結んでいくことになった。

### 晩年
マールバラ公は1722年にウィンザーで死去し、サラは手の込んだ葬儀で彼を弔った。2代目マールバラ公となったのは、ゴドルフィンの息子フランシス・ゴドルフィンと結婚した次女ヘンリエッタだった。未亡人となったサラには彼女の莫大な相続資産を狙って縁談が舞い込んだが、彼女は固辞して再婚せず、マールバラ家の所領の経営に務めた。王室との関係は引き続き良好であり、たびたびジョージ2世妃キャロラインの宮廷に招かれた。彼女は孫娘ダイアナ・スペンサー（1710年 - 1735年）を王太子フレデリック・ルイスに嫁がせるべく、10万ポンドの持参金をつけるとまで意気込んだが、首相ロバート・ウォルポールに退けられた。
良好であった宮廷との関係も、サラが王妃キャロラインからの『あなたのウィンブルドンの所領を通過させて欲しい』との依頼を退けたために終わりを迎えた。サラは保持していた『ウィンザー公園の管理者』の地位を取り上げられ、年500ポンドの収入を失った。また、ブレナム宮殿を含むウッドストックの所領は国の物であるという政府と戦わねばならなかった。1733年にヘンリエッタに先立たれ悲嘆に暮れるが、モンタギュー公ジョン・モンタギュー夫人となっている4女メアリーに公位を継承させようと運動した。サラは政敵ウォルポールの没落を見たいと望み、事実、1742年に彼は首相職を辞した。
1744年、84歳という長寿を全うした。遺言により大ピットに1万ポンドと地所が遺贈された。ウォルポールの政敵ピットが彼に対して容赦ない攻撃をしていたのが遺贈の理由とされている。
マールバラ公位はヘンリエッタ亡き後、マールバラ公とサラの外孫でサンダーランド伯と娘アンの息子チャールズ・スペンサーが受け継ぎスペンサー＝チャーチル家として存続、チャールズの甥ジョン・スペンサーはスペンサー伯爵に叙せられ、子孫はイギリス貴族に列せられ現在に至る。また、マールバラ公家からはウィンストン・チャーチル、スペンサー伯家からはイギリス元王太子妃ダイアナを輩出している。

## 子女
サラとジョン・チャーチルの間には2男5女が生まれた。
- ハリエット（1679年、夭折）
- ヘンリエッタ（1681年 - 1733年） - 2代ゴドルフィン伯フランシス・ゴドルフィンと結婚。2代マールバラ公となる。
- アン（英語版）（1683年 - 1716年） - 3代サンダーランド伯チャールズ・スペンサーと結婚。息子のチャールズ・スペンサーが3代マールバラ公となった。直系の子孫はイギリス元王太子妃ダイアナである。
- ジョン（英語版）（1686年 - 1703年） - ブランフォード侯
- エリザベス（1687年 - 1714年） - 4代ブリッジウォーター伯（後に初代ブリッジウォーター公）スクループ・エジャートンと結婚。
- メアリー（1689年 - 1751年） - 2代モンタギュー公ジョン・モンタギューと結婚。
- チャールズ（1690年 - 1692年）